# Bdelyrus lobatus
Bdelyrus lobatus (лат.) — вид пластинчатоусых жуков рода Bdelyrus из подсемейства скарабеины (Scarabaeinae). Неотропика: Перу и Эквадор. 

## Описание
Длина тела от 6,63 до 6,72 мм, ширина от 3,49 до 3,65 мм. Межглазничное расстояние равно 5,45 диаметрам глаз. Клипеус, лоб и щёки самцов плотно пунктированы. Основная окраска тела коричневато-чёрная, блестящая. Bdelyrus lobatus наиболее сходен с видом B. metaensis, отличаясь строением гениталий самца. Навозный жук, населяет вечнозелёные тропические леса Амазонии на высотах от 575 до 1090 м. Встречается в июле и ноябре. Усики с 3-члениковой булавой. Задние голени с одной вершинной шпорой. Вид был впервые описан в 1998 году канадским энтомологом Джойсом Куком (Joyce Cook, North Augusta, Онтарио, Канада) по материалам, собранным в Перу.